# Maxi-trimaran Banque populaire V
Pour les autres voiliers appelés Banque populaire, voir Banque populaire (homonymie).
Maxi-Banque populaire V (2008-2012) ou Maxi Spindrift 2 (2013-2021) ou Sails of Change (depuis 2021) est un maxi-trimaran de 37 mètres depuis 2021 (initialement 40 m), de course au large, conçu par le Team Banque populaire, et mis à l'eau à Lorient en août 2008. 
Il est actuellement le plus grand trimaran de course océanique du monde. Conçu pour battre les plus importants records océaniques en équipage, Maxi-trimaran Banque populaire V bat en particulier le record de la traversée de l'Atlantique nord à la voile en 2009, avec Pascal Bidégorry, en 3 jours, 15 h, 25 min et 48 s. Il détient le Trophée Jules-Verne entre 2012 et 2017, avec Loïck Peyron, avec un record du tour du monde à la voile en 45 jours, 13 h, 42 min et 53 s. 
Il est racheté par l'écurie suisse Spindrift Racing en 2013, sous le nom de Maxi Spindrift 2, pour être remanié pour le solitaire, avec lequel le skipper français Yann Guichard termine 2e de la Route du Rhum 2014. Il est rebaptisé Sails of Change depuis 2021.

## Conception et caractéristiques
Le projet prend forme en 2006, avec ce maxi-trimaran du cabinet d'architecture navale VPLP Design de Vannes, construit au chantier naval CDK Technologies de Lorient et au chantier JMV Industries de Cherbourg (coque centrale et flotteurs). Il est mis à l'eau fin août 2008 à Lorient pour faire ses premiers essais en mer.

## Historique

### Banque populaire V

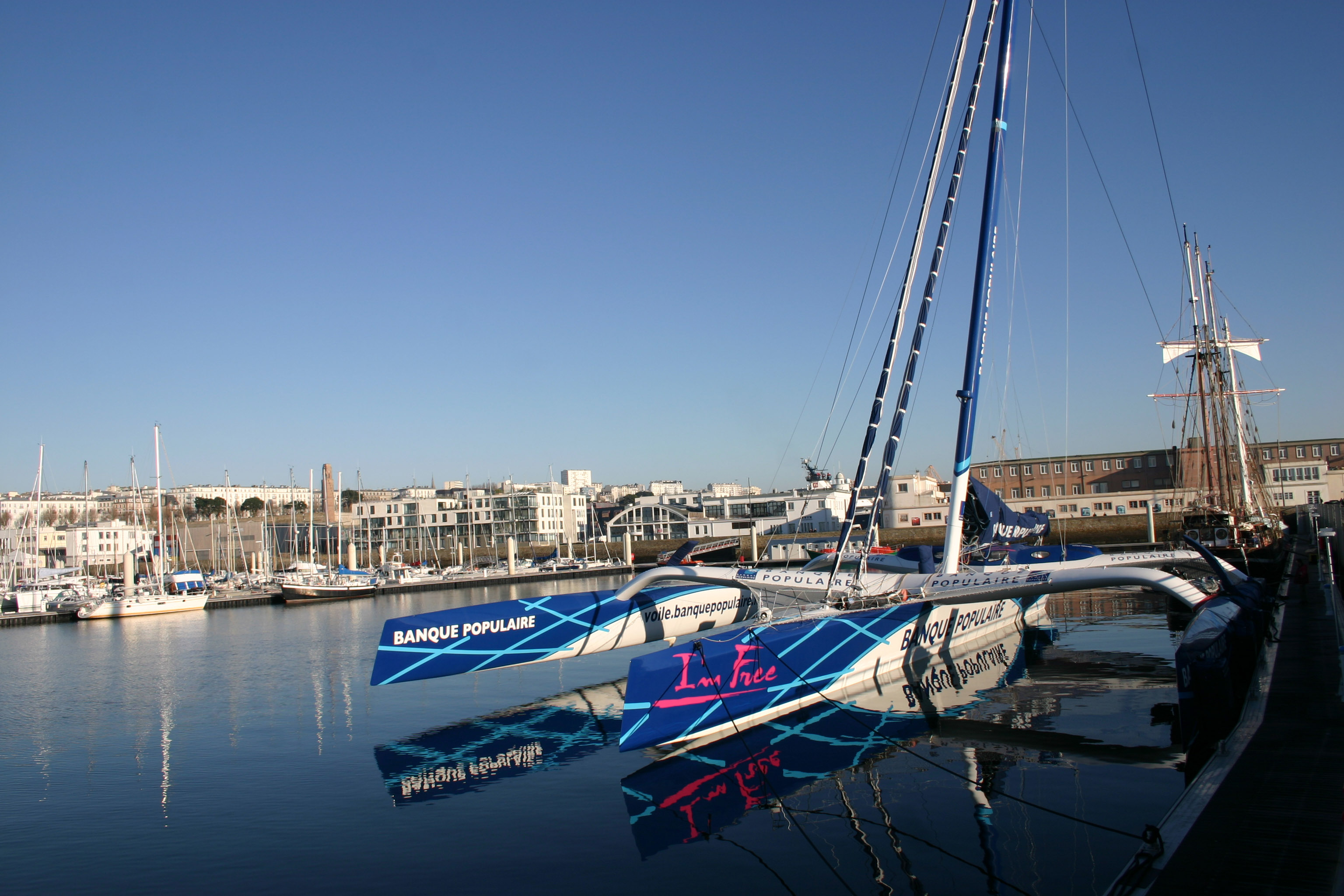
Banque Populaire V, à Brest, en 2009.

En 2009, il est aligné sur des tentatives de records océaniques, dont le record de la traversée de l'Atlantique Nord à la voile. Le dimanche 2 août 2009, le maxi-trimaran établit ce nouveau record en 3 jours, 15 heures, 25 minutes et 48 secondes (soit une vitesse moyenne de 32,94 nœuds) battant ainsi de 12 heures 30 l'ancien record de Franck Cammas sur Groupama 3. Pendant ce trajet, il a également battu deux fois le record du nombre de milles parcourus en 24 heures, d'abord avec 880, puis avec 908,2 milles (soit une vitesse moyenne de 37,84 nœuds), quelques heures plus tard.

#### Trophée Jules-Verne 2011-2012

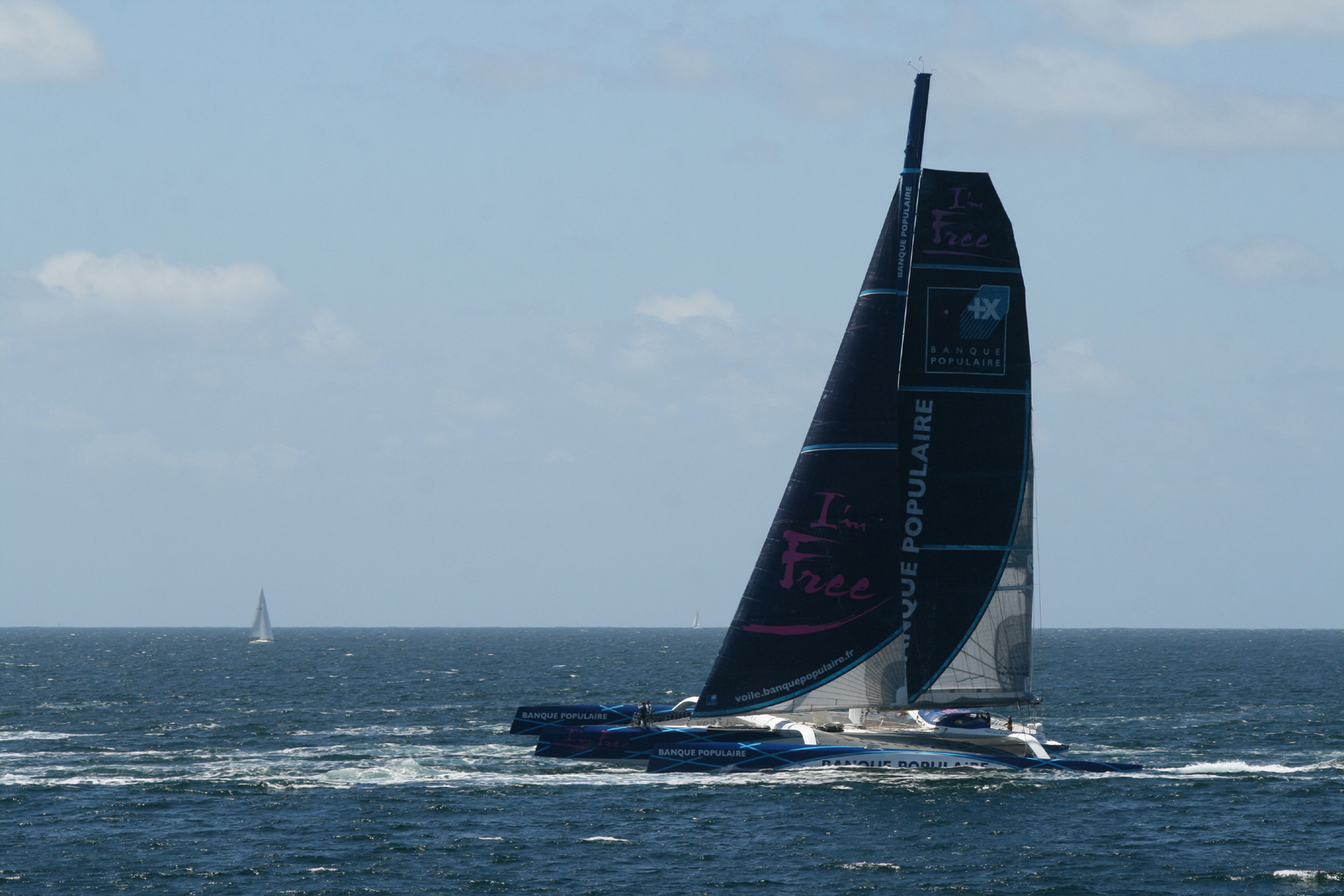
Banque Populaire V, en 2012

Début novembre 2010, il stationne à Brest en attendant de s'élancer pour tenter de battre le record du trophée Jules-Verne détenu depuis 2010 par Franck Cammas et son maxi-trimaran Groupama 3.
Le trimaran prend le départ une première fois le samedi 22 janvier 2011, mais le 4 février 2011, sa dérive se brise en heurtant un OFNI et est contraint à l'abandon.
Banque populaire V passe à nouveau la ligne de départ le 22 novembre 2011 à 9 h 31 min 42 s GMT +1 pour une nouvelle tentative de record. Après plus de 45 jours de mer, il franchit la ligne d'arrivée le 6 janvier 2012 à 23 h 14, battant ainsi le précédent record de plus 2 jours et 18 heures à une vitesse moyenne de 26,5 nœuds avec une vitesse de pointe à 48,38 nœuds, avec, à la barre, Thierry Chabagny.

### Spindrift 2

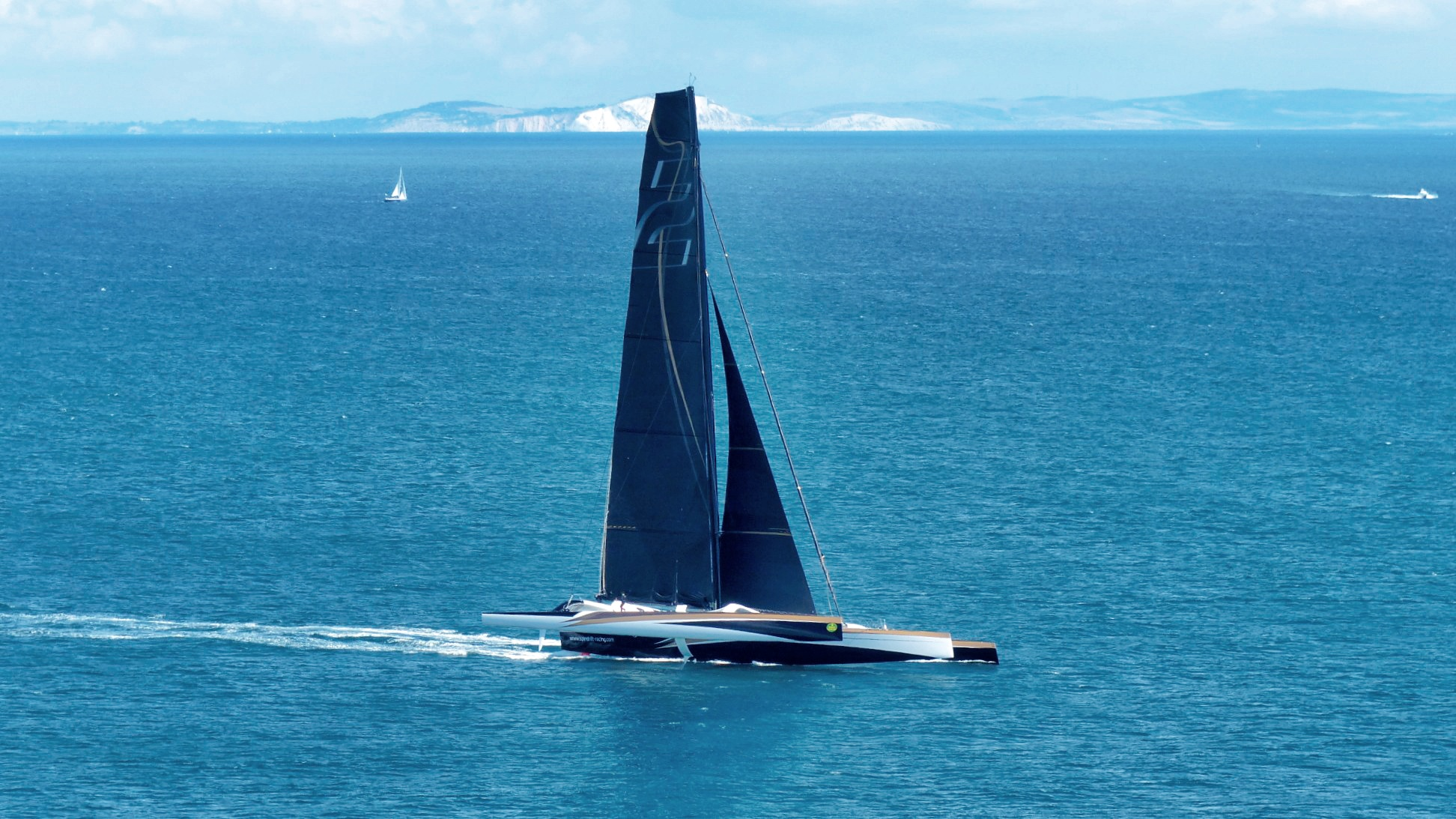
Maxi Spindrift 2, lors de la Fastnet Race 2013.

En janvier 2013, le bateau est acheté au Team Banque populaire par l'écurie Spindrift Racing de Dona Bertarelli et Yann Guichard, et rebaptisé Maxi Spindrift 2.

#### Trophée Jules-Verne 2016-2019
Spindrift 2 se lance en novembre 2015 à la conquête du Trophée Jules-Verne, mais échoue le 8 janvier 2016 après 47 jours, 10 heures, 59 minutes et 2 secondes.

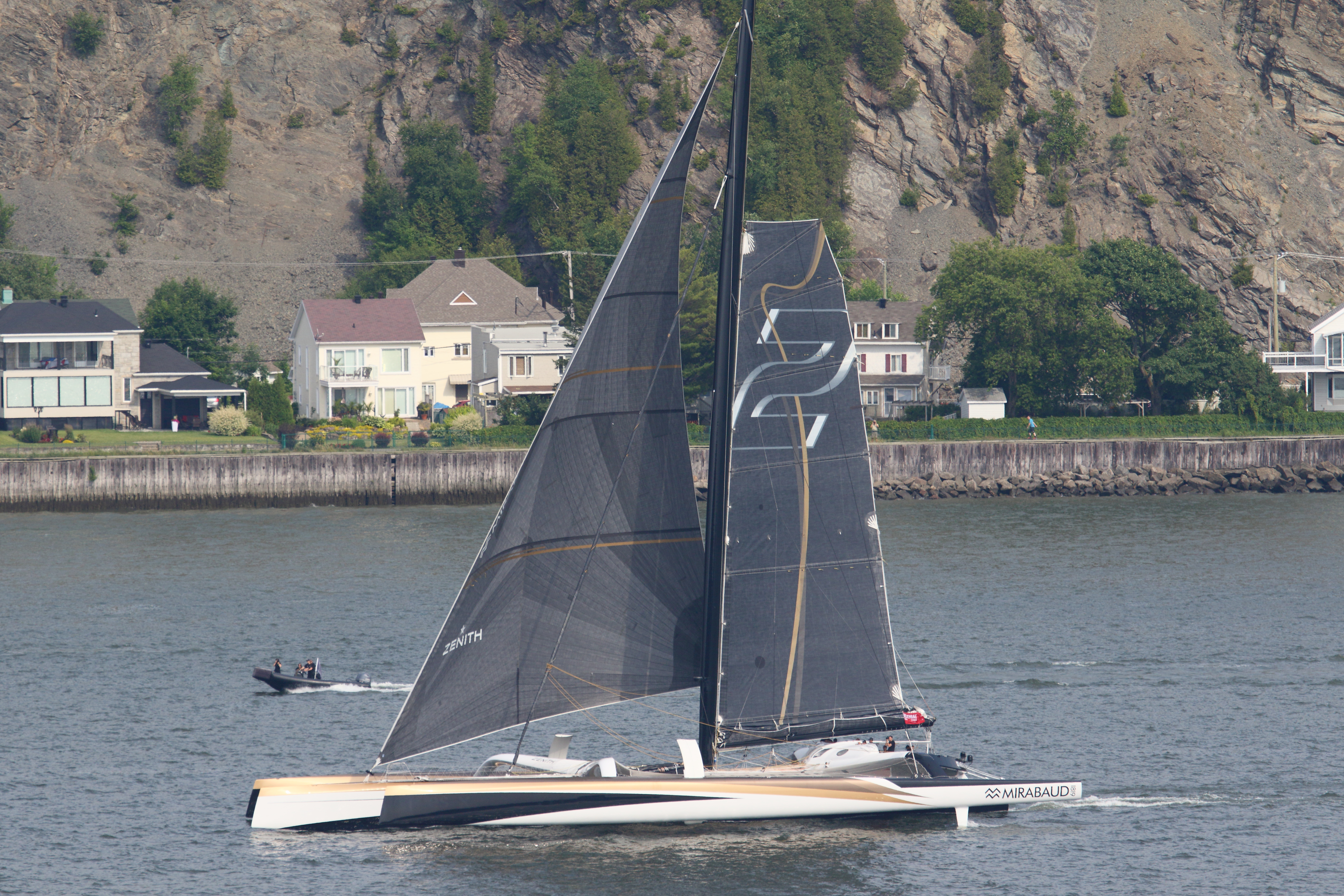
Maxi Spindrift 2, au départ de la Transat Québec-Saint-Malo de 2016.

Il s'attaque de nouveau au trophée Jules Verne le 16 janvier 2019, pour battre le record du monde du tour du monde à la voile détenu depuis 2017 par Francis Joyon, avec le skipper Yann Guichard et ses 11 équipiers. L'entame de cette tentative est positive avec un nouveau record au passage de l'équateur : Yann Guichard bat son précédent record de près de 2 h en 4 jours 19 h 57 min et surtout passe cette marque avec près d'une journée d'avance virtuelle sur le temps du record du tour du monde de Francis Joyon. Il conserve une légère avance sur le record de Joyon en doublant le cap de Bonne-Espérance. Alors qu'il lutte virtuellement contre Idec-sport sur les lieux de la campagne 2017, il maintient son avance au sud des îles Kerguelen après 15 jours de course grâce à des conditions météo favorables qui lui assurent des vitesses élevées (4812,1 milles du 11e au 16e jour soit 802 milles/jour), et surtout à une trajectoire plus proche de l'orthodromie. Le 17e jour de la tentative, Yann Guichard annonce qu'un problème technique sur un safran les contraint à arrêter cette tentative et à se diriger vers la côte sud-est de l'Australie.

### Sails of Change

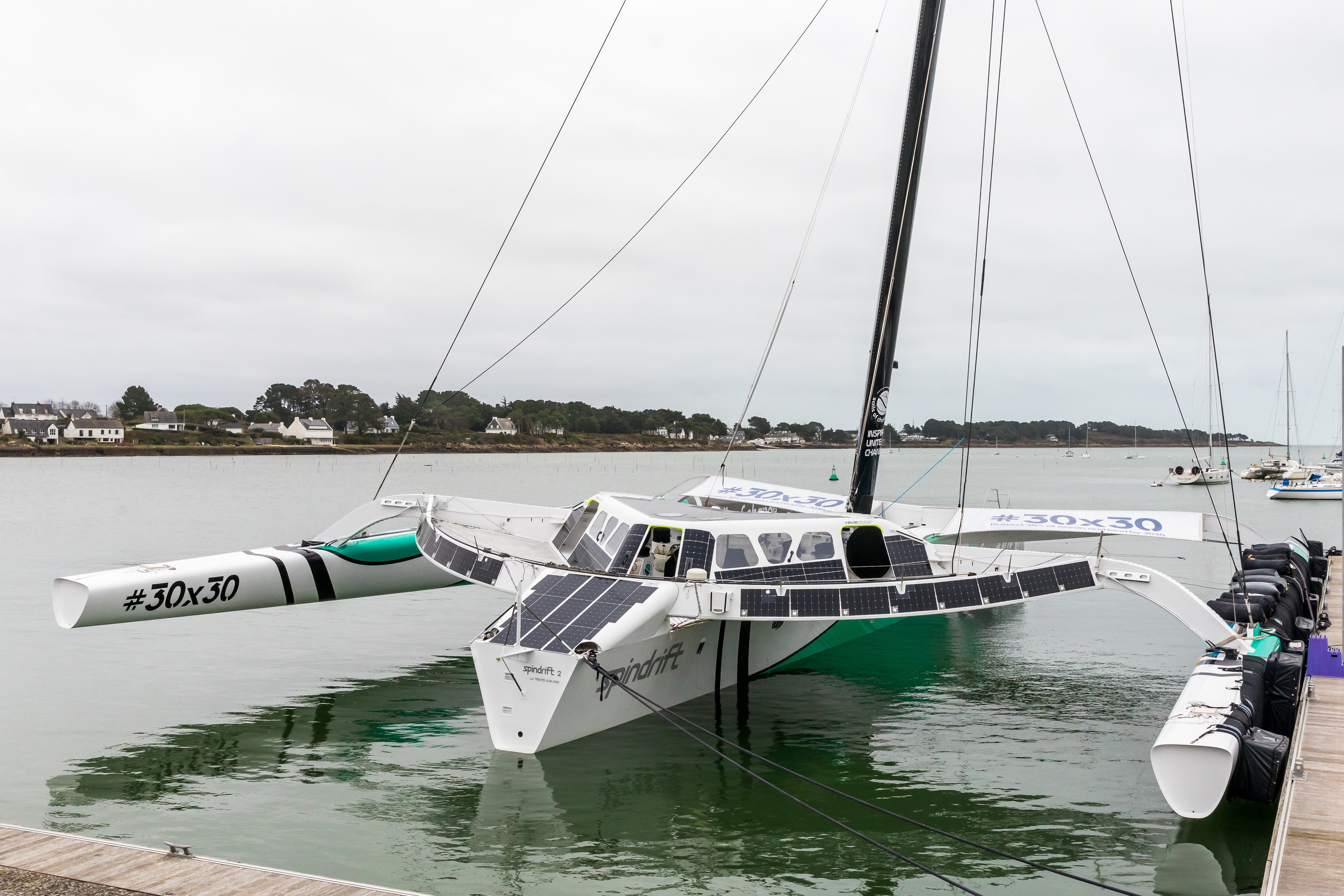
Sails of Change, Port de La Trinité-sur-Mer

Renommé Sails of Change, le trimaran est remis à l'eau le 23 avril 2021, après onze mois de travaux au chantier Multiplast de Vannes. La longueur du bateau a été réduit de 3 mètres. L'étrave de la coque centrale a été entièrement repensée et réduite de 3 mètres.  Elle est maintenant de la taille des flotteurs soit 37 m.

## Skippers
Pascal Bidégorry est son premier skipper. Loïck Peyron lui succède en juin 2011, suivi depuis 2013 par Dona Bertarelli et Yann Guichard.

## Équipages

### Pour le Trophée Jules-Verne 2011-2012

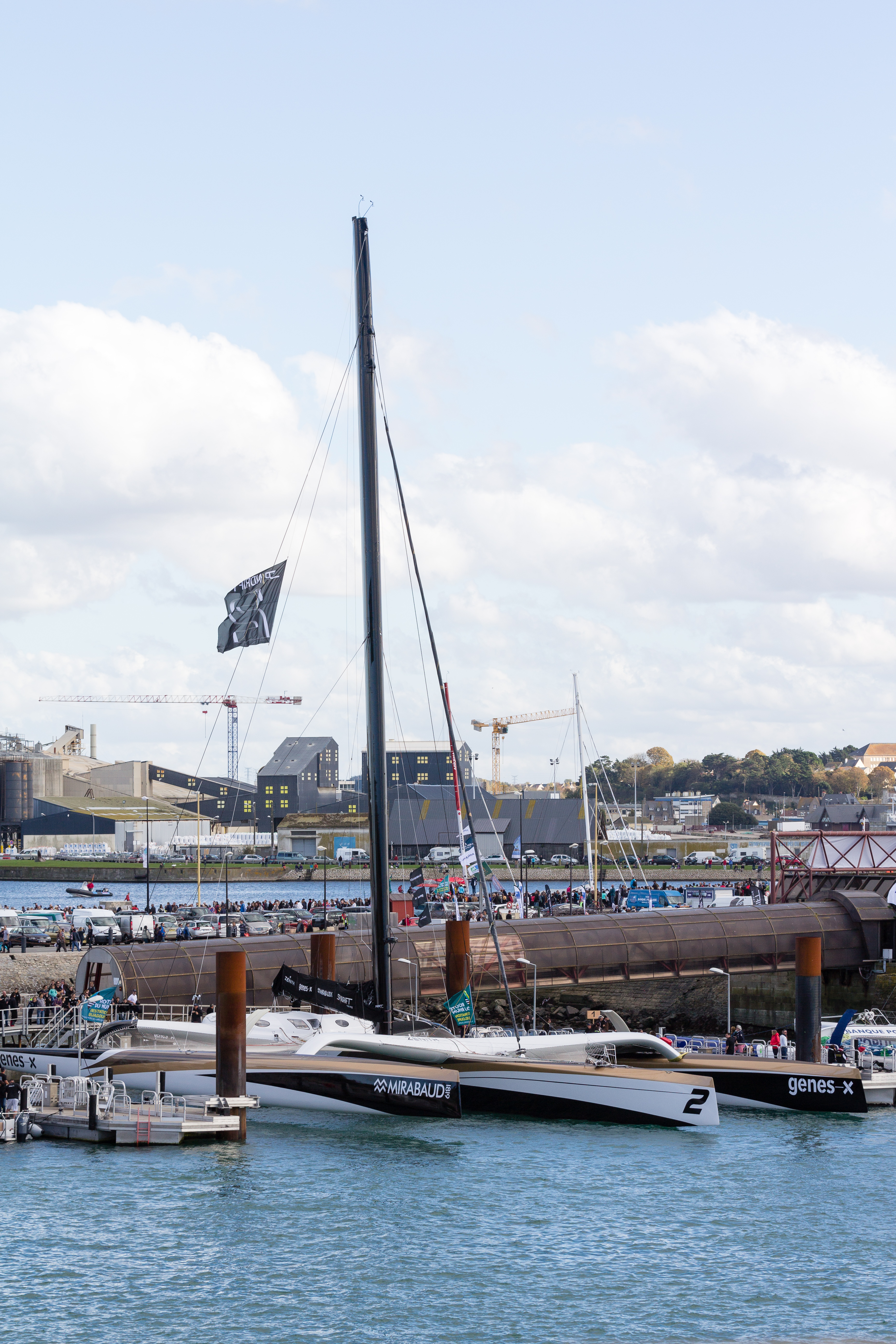
Maxi Spindrift 2, au départ de la Route du Rhum 2014

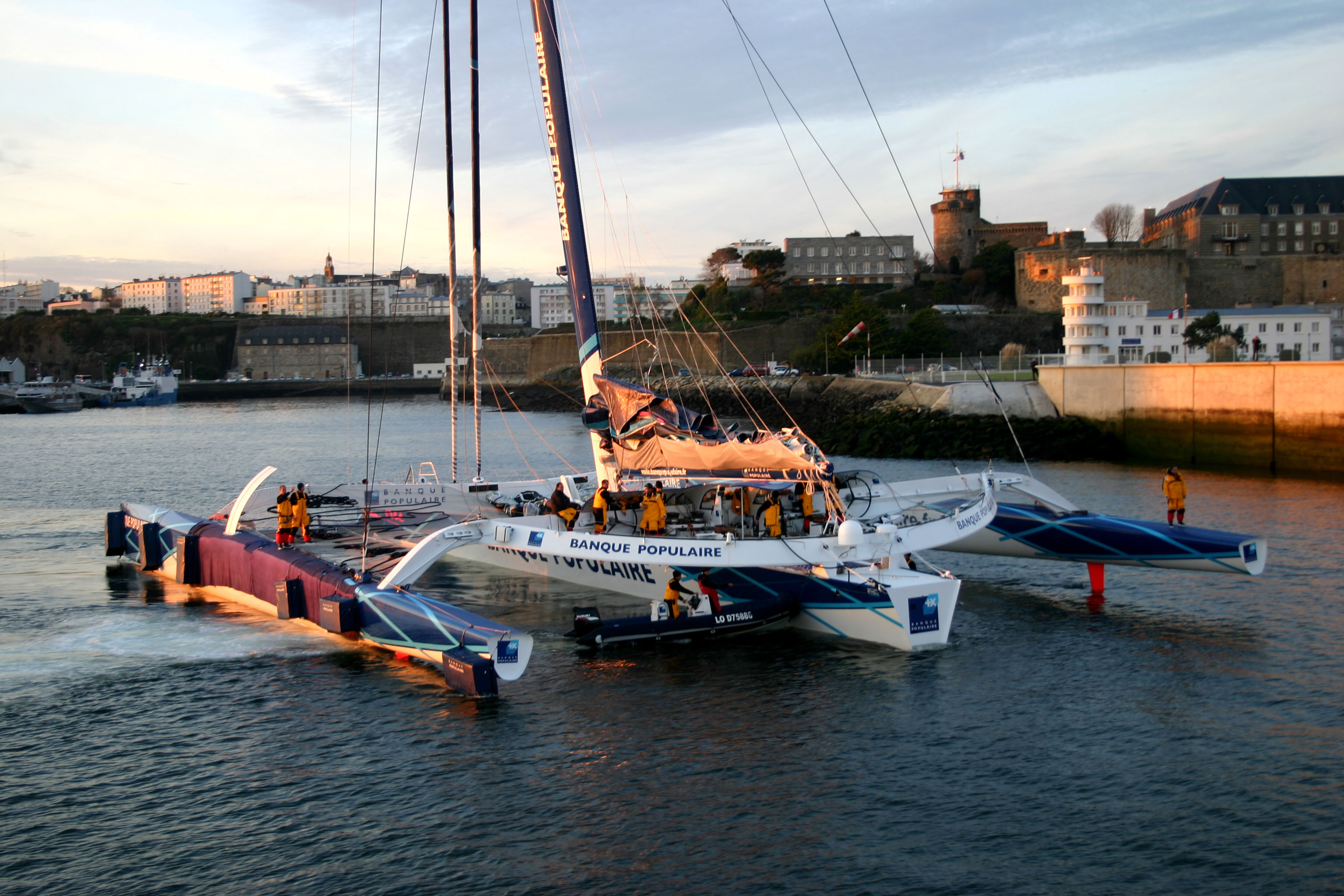
Banque Populaire V, à Brest (2009).

#### Hors-quart
- Loïck Peyron : skipper
- Juan Vila : navigateur, responsable électronique et informatique

#### Quartno1
- Jean-Baptiste Le Vaillant : chef de quart, responsable voiles
- Kevin Escoffier : barreur-régleur, responsable vidéo et structure
- Xavier Revil : barreur-régleur, responsable avitaillement du bord
- Florent Chastel : numéro 1-régleur, responsable médical et gréément

#### Quartno2
- Fred Le Peutrec : chef de quart
- Emmanuel Le Borgne : barreur-régleur, responsable médical et composite
- Thierry Duprey du Vorsent : barreur-régleur, responsable mécanique et énergie
- Ronan Lucas : numéro 1, responsable sécurité et directeur du team Banque populaire

#### Quartno3
- Yvan Ravussin : chef de quart, responsable composite
- Brian Thompson : barreur-régleur
- Pierre-Yves Moreau : régleur, responsable mécanique, hydraulique et accastillage composite
- Thierry Chabagny : numéro 1, responsable accastillage et voiles

#### Routage à terre
- Marcel Van Triest : routeur à terre

### Pour le Trophée Jules-Verne 2019

#### Hors-quart
- Yann Guichard : skipper
- Erwan Israel : navigateur

Xavier Revil et Thierry Chabagny, déjà dans l'équipage du Trophée Jules-Verne 2012, reparticipent en 2019.

## Records détenus
Sous le nom de Maxi Banque populaire V :
- Record de la traversée de l'Atlantique nord à la voile (New York - cap Lizard), 2 921 milles en 3 jours 15 heures 25 minutes 48 secondes, le 2 août 2009, soit une moyenne de 33,41 nœuds, skippé par Pascal Bidégorry ;
- Record de la distance parcourue en 24 heures avec 908,2 milles (1 682 km) soit une moyenne de 37,84 nœuds avec une pointe à 47,16 nœuds[13], skippé par Pascal Bidégorry ;
- Transméditerranéenne, de Marseille (France) à Carthage (Tunisie), le 16 mai 2010, 455 milles en 14 heures, 20 minutes et 34 secondes[14], skippé par Pascal Bidegorry ;
- Record SNSM: le 20 juin 2011, Loïck Peyron bat le record absolu en 11 h 48 min 30s[15].
- Tour des îles Britanniques, en 3 jours, 3 heures et 49 minutes, le 8 juillet 2011[16], skippé par Loïck Peyron ;
- Vainqueur Fastnet Race 2011, en 32 heures, 48 minutes et 46 secondes[17], skippé par Loïck Peyron ;
- Trophée Jules-Verne, en 45 jours, 13 heures, 42 minutes et 53 secondes, arrivé le 6 janvier 2012, skippé par Loïck Peyron[18],[19].

Sous le nom de Maxi Spindrift 2 , skippé par Yann Guichard et Dona Bertarelli :
- Route de la découverte (entre Cadix, en Espagne, et San Salvador, aux Bahamas), en 6 jours, 14 heures, 29 minutes et 21 secondes, arrivé le 6 novembre 2013[20] ;
- Vainqueur Fastnet Race 2013
- Vainqueur Fastnet Race 2015
- Record Ouessant-équateur, 4 jours 21 heures 29 minutes (lors de la tentative du Trophée Jules-Verne 2015-2016) ;
- Vainqueur Transat Québec-Saint-Malo 2016 sur 2 ultimes en course en 6 jours, 1 heure et 17 minutes[21], record actuel de l'épreuve
- Record Ouessant-équateur, 4 jours 19 heures 57 minutes (lors de la tentative du Trophée Jules-Verne 2019)[22]. Grâce à des conditions météo favorables, Yann Guichard aligne 4812,1 milles du 11e au 16e jour soit 802 milles/jour pendant 6 jours consécutifs.